# 高田豊樹
高田 豊樹（たかだ とよき、1875年（明治8年）7月24日 - 1964年（昭和39年）7月23日）は、日本の陸軍軍人。最終階級は陸軍中将。

## 経歴
石川県出身。高田嘉平の三男として生れる。東京府立第一中学校（現東京都立日比谷高等学校）、陸軍幼年学校を経て、1896年（明治29年）5月、陸軍士官学校（7期）を卒業、翌年1月歩兵少尉に任官し近衛歩兵第3連隊付となる。1903年（明治36年）11月、陸軍大学校（17期）を卒業。日露戦争時には近衛歩兵第3連隊中隊長、韓国駐剳軍参謀を務めた。
1906年（明治39年）5月、第4師団参謀に就任し、1908年（明治41年）12月、歩兵少佐に昇進。参謀本部員を経て、1913年（大正2年）4月、支那駐屯軍司令部付となり、同年11月、歩兵中佐に進んだ。歩兵第43連隊付、第11師団参謀を経て、1916年（大正5年）11月、歩兵第66連隊長に就任。1918年（大正7年）3月、青島守備軍司令部付として済南に駐在。1919年（大正8年）4月、参謀本部支那課長に転じ、1921年（大正10年）6月、陸軍少将に進級し参謀本部付となる。
1921年（大正10年）9月、青島守備歩兵隊司令官に就任し、歩兵第32旅団長、第9師団司令部付を経て、1926年（大正15年）3月、陸軍中将に進み支那駐屯軍司令官に就任。1927年（昭和2年）7月、参謀本部付となり、同年12月、予備役に編入された。
その後、國粹会顧問を務めた。1947年（昭和22年）11月28日、公職追放仮指定を受けた。

## 栄典
位階
- 1926年（大正15年）4月2日 - 従四位[6]

勲章等
- 1940年（昭和15年）8月15日 - 紀元二千六百年祝典記念章[7]